# 트로피 사냥
트로피 사냥(Trophy hunting)은 사냥을 오락처럼 여겨 야생 동물을 선택적으로 사냥하는 것을 말한다. 사냥한 동물의 일부(머리, 뿔, 가죽 등)를 '헌팅 트로피'나 기념으로 박제하는 것이 일반적이지만, 때때로 사냥감 자체를 음식으로 사용하기도 한다. 트로피 헌팅은 찬반 양론이 극명하게 갈린다. 트로피 헌팅은 합법적인 활동으로, 불법적인 밀렵과 혼동해서는 안된다. 그래서 트로피 헌팅이라고 가리킨다.

## 헌팅 트로피

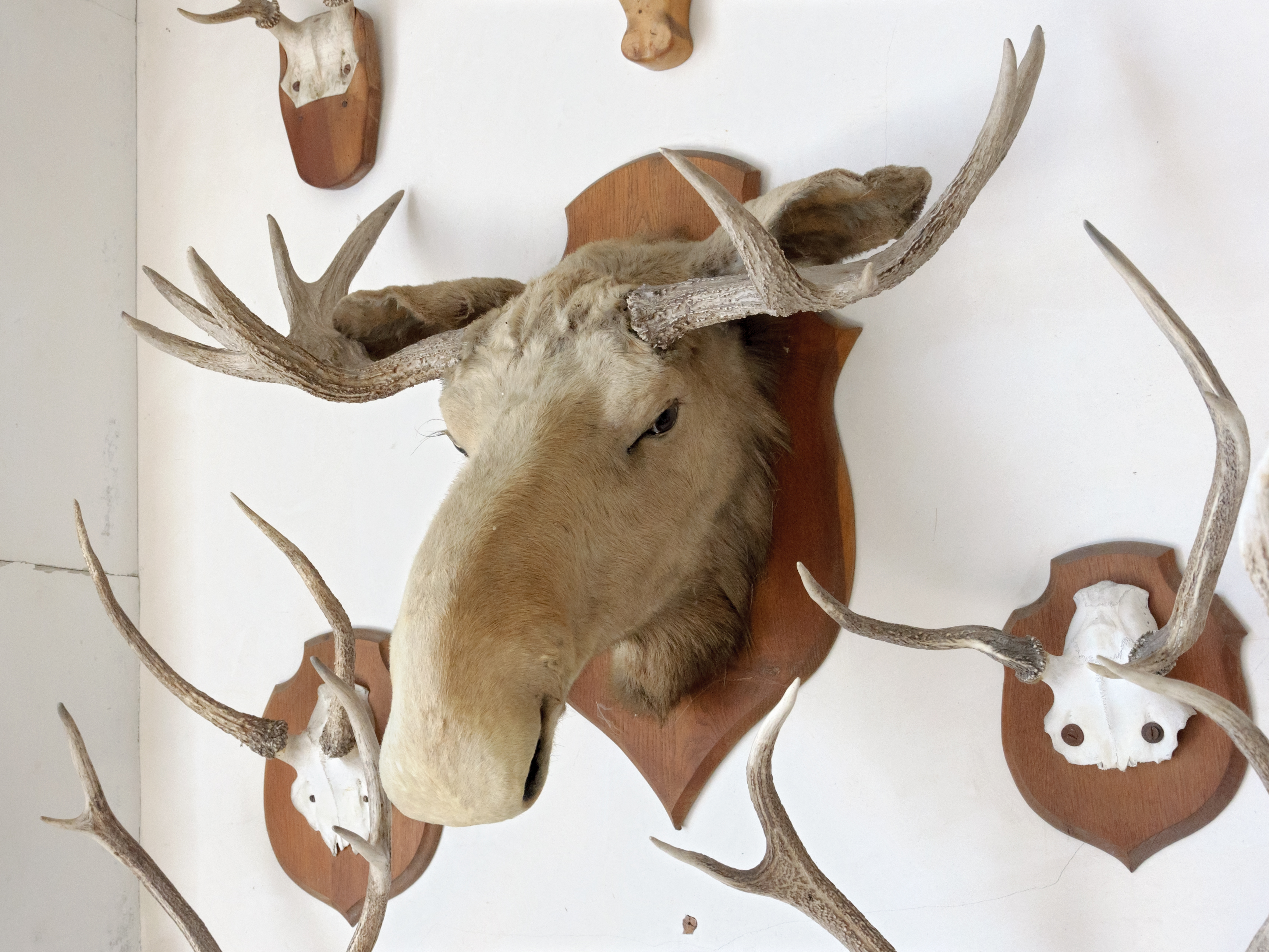
말코손바닥사슴 머리와 사슴 뿔

헌팅 트로피는 헌터가 죽인 사냥감의 사체로, 사냥을 성공적으로 끝냈다는 것을 과시하는 사냥 전리품 내지 사냥 기념품이다.
헌팅 트로피는 종종 동물 사체 전체나 머리를 박제로 만들지만, 때때로 이빨, 어금니, 뿔 부분 등이 트로피로 사용되기도 한다.
헌팅 트로피는 사냥꾼의 집이나 사무실 또는 특별히 마련된 '트로피 룸' 등에 사냥꾼의 무기와 함께 전시되기도 한다.

## 비판
사냥의 선택에서 가장 큰 수컷 우두머리를 죽였을 경우에 그 무리를 보호하지 못하기 때문에 그 무리는 멸종한다고 한다. 특별히 수컷 사자의 사냥이 이런 비극을 일으키기 때문에 비판을 받고 있다.

## 헌팅 트로피 갤러리

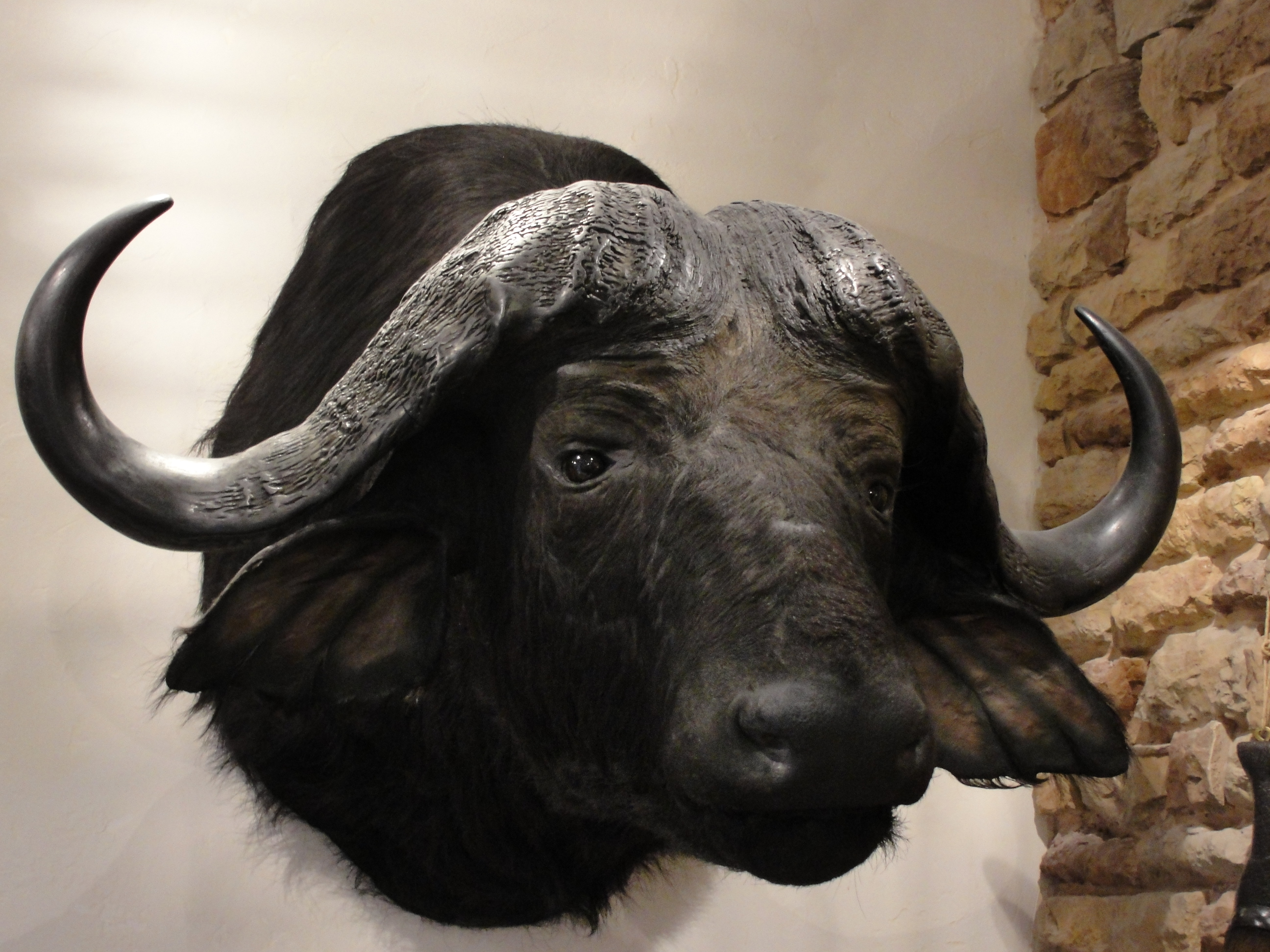
아프리카 물소 머리
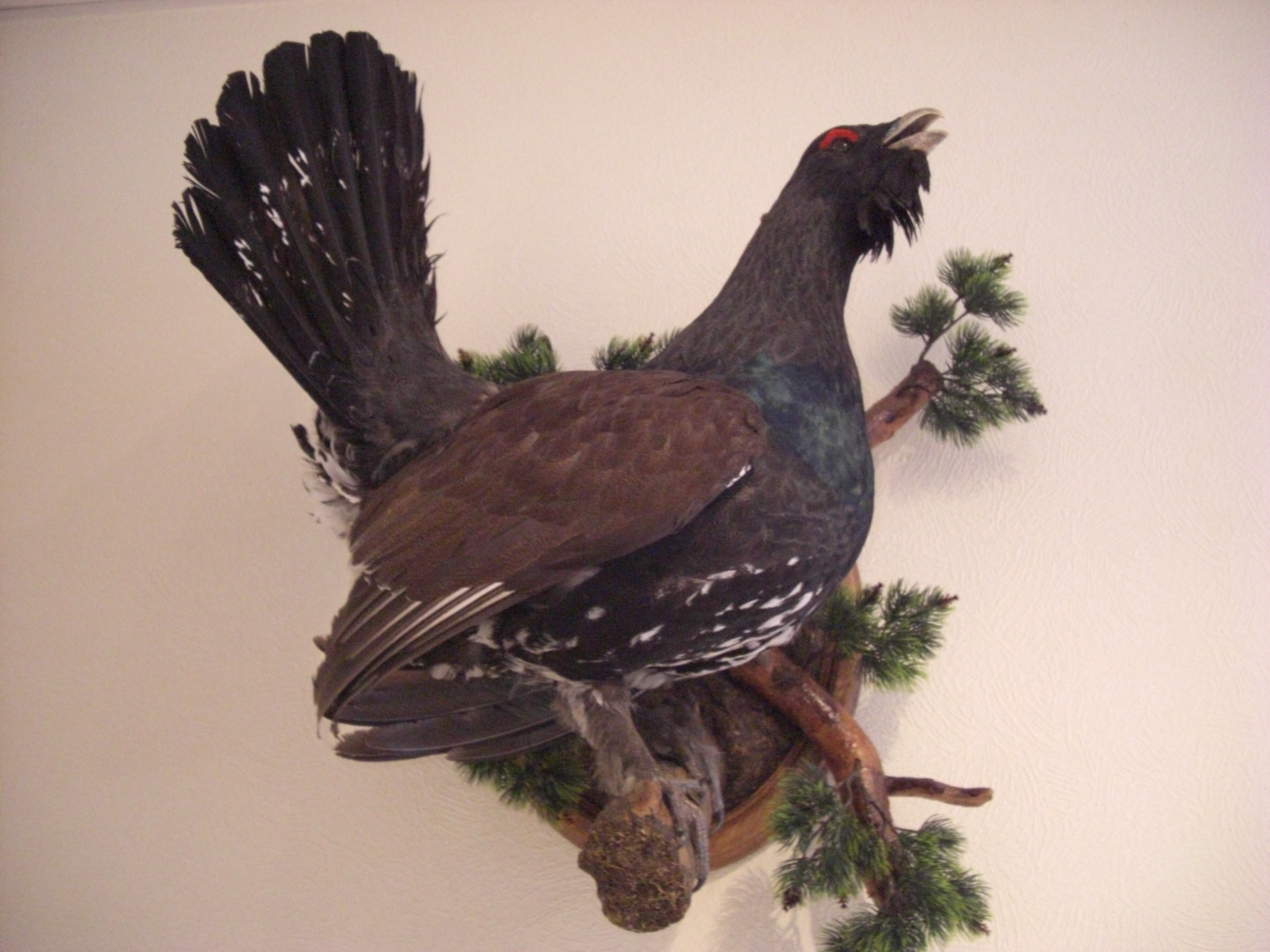
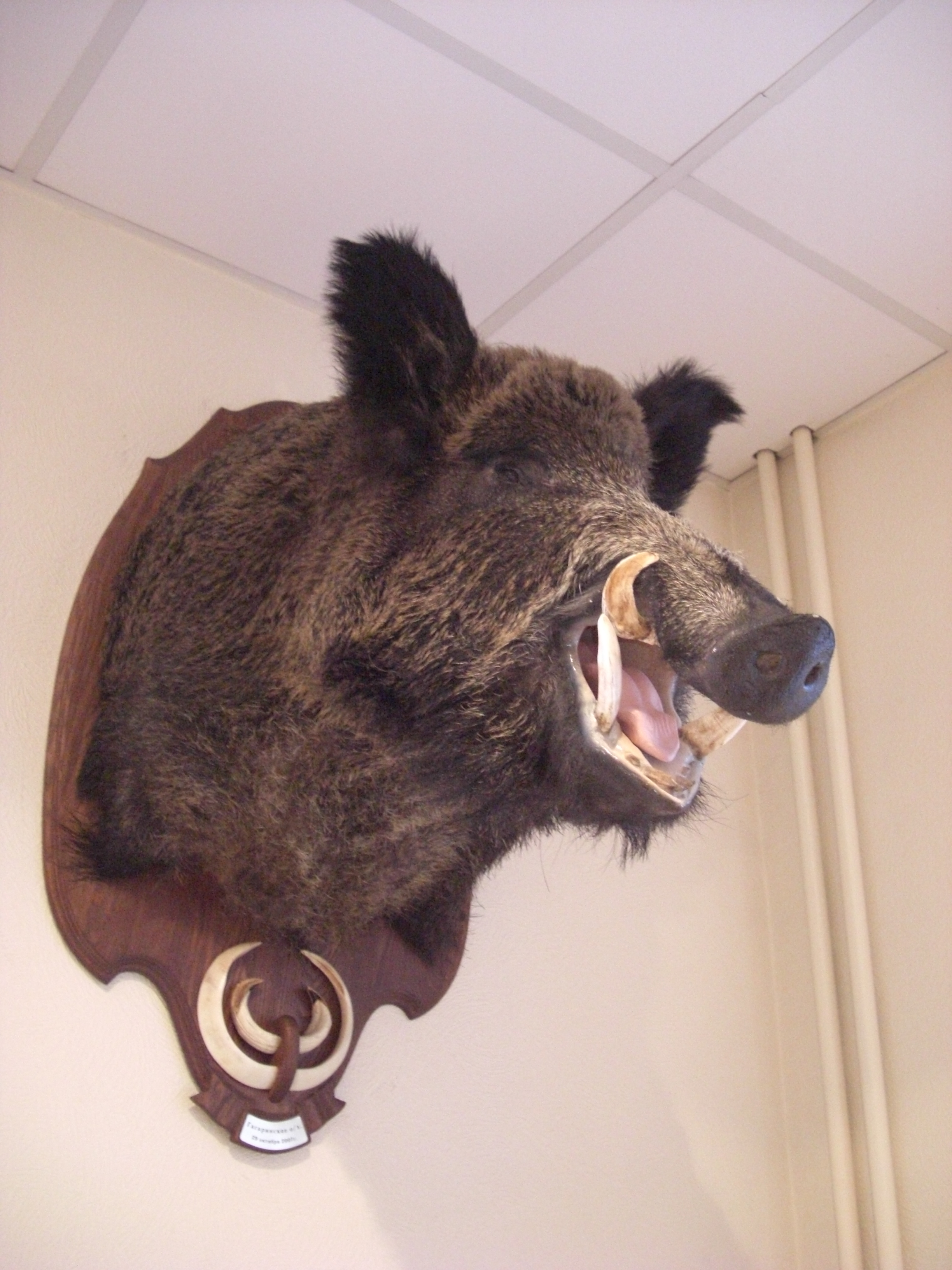
멧돼지 머리
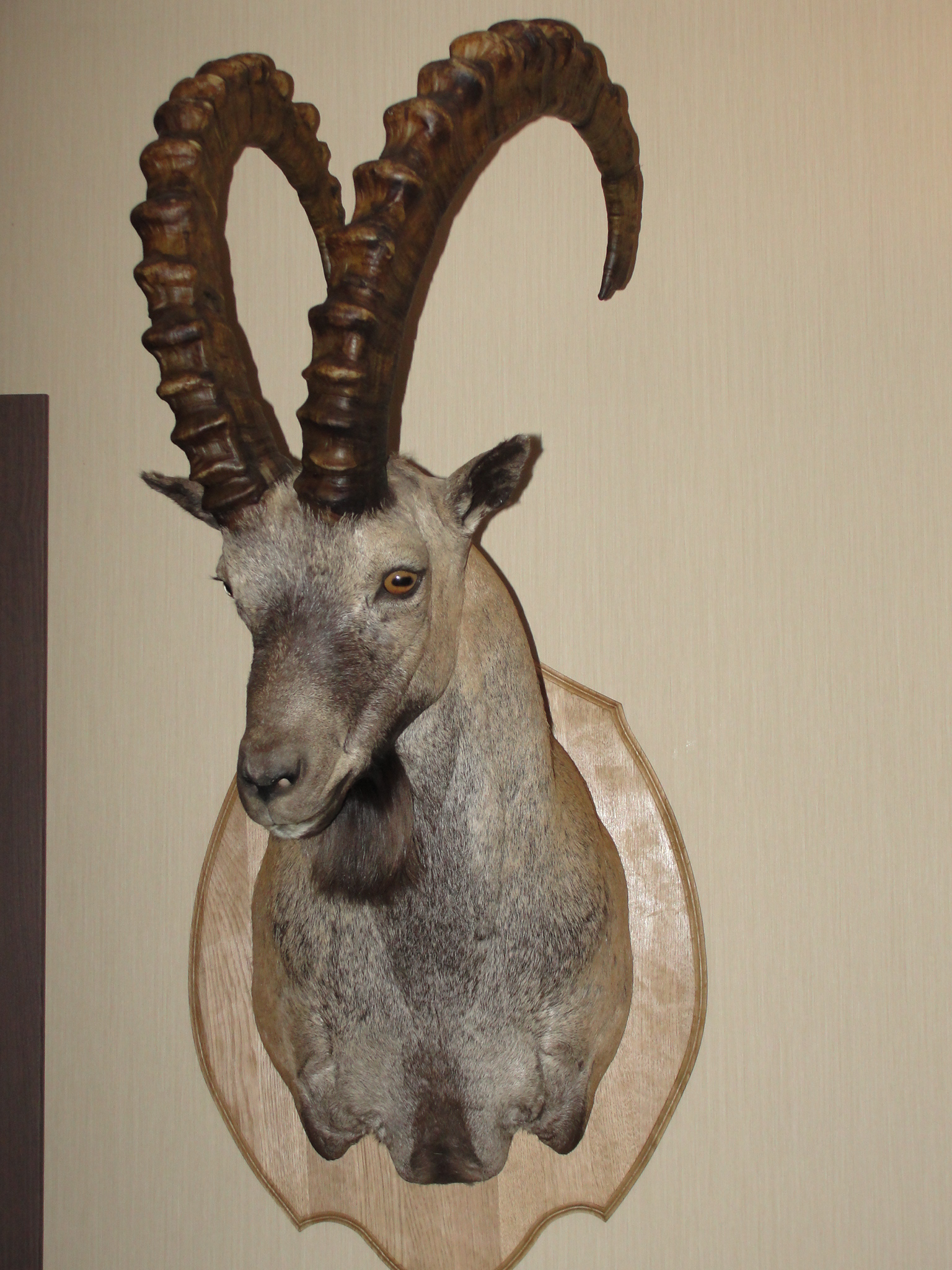
아이벡스 머리
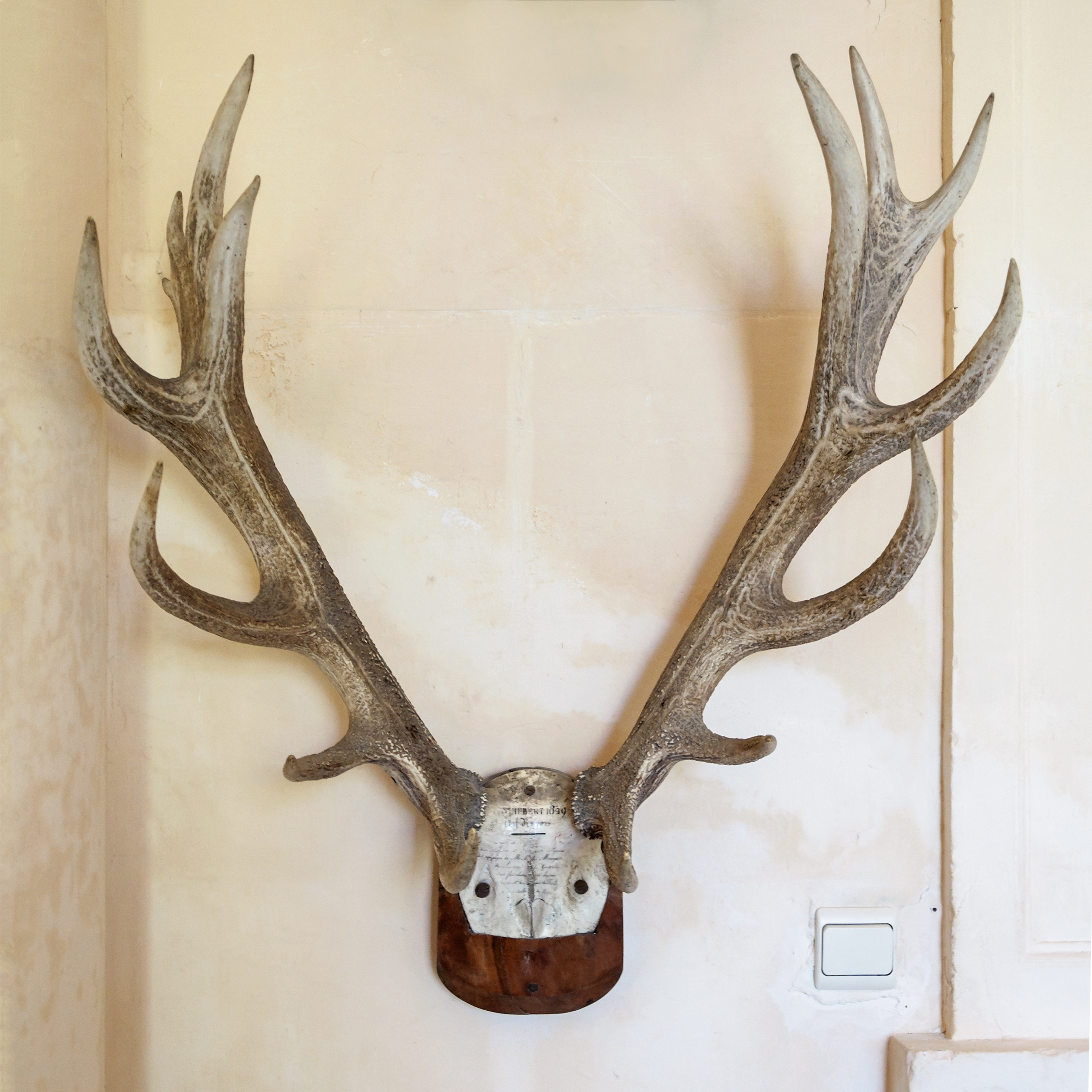
사슴 뿔
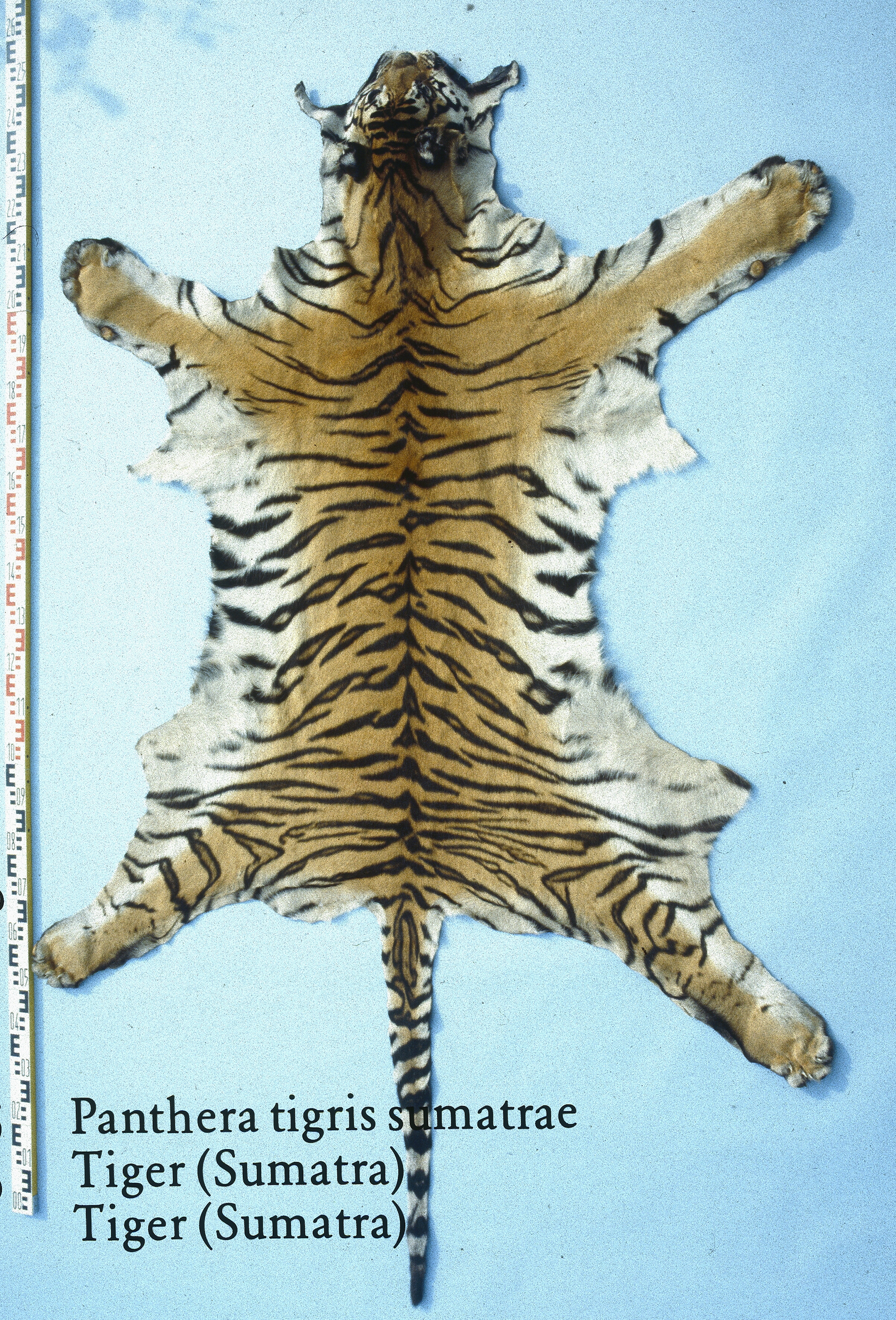
호랑이 가죽

## 같이 보기
- 동물권
- 여우 사냥